# ني سيليوكيا (ثيسبروتيا)
ني سيليوكيا (Νέα Σελεύκεια) هي مدينة في ثيسبروتيا في مقاطعة كينتريكي إلادا في اليونان.